# Божидар Сенчар
Божидар Сенчар (28. септембар 1927 — 27. јун 1987) био је југословенски фудбалер.

## Каријера
Фудбалом је почео да се бави у млађим категоријама Конкордије и ЗЕТ-а. На великој сцени је ступио у дресу загребачког Динама, чији је носио дрес у два наврата (1946-47 и 1951-52) одиграо 56 прволигашких сусрета у којима је постигао 29 голова. Прешао је у редове београдског Партизана (1947-50) у коме је на 23 првенствена меча био стрелац седам голова, али због јаке конкуренције враћен је у редове загребачких „модрих“. Дао је значајан допринос Партизану у освајању титуле 1949. године. Један од ретких фудбалера који је наступао за чак три члана некадашње „велике четворке“ југословенског фудбала.
Две сезоне наступао је и за сплитски Хајдук (1952-54) одиграо је 23 прволигашка сусрета у којима је постигао осам голова. Након тога игра за НК Загреб (1954-55). Интернационалну каријеру је провео у Бајерну из Минхена (1956-57) и холанској НАК Бреди (1957-58), а окончао је у Луксембургу где је емигрирао.
За репрезентацију Југославије одиграо је три утакмице и постигао један погодак. Дебитовао је 21. августа 1948. против Израела (6:0) у Београду, а последњу утакмицу за државни тим одиграо је 6. маја 1951. против Италије у Милану (резултат 0:0).

## Голови за репрезентацију
Голови Сенчара у дресу Југославије.
| #  | Датум            | Место   | Противник | Гол | Резултат | Такмичење                                |
| -- | ---------------- | ------- | --------- | --- | -------- | ---------------------------------------- |
| 1. | 21. август 1949. | Београд | Израел    | 4:0 | 6:0      | Квалификације за Светско првенство 1950. |

## Успеси
- Партизан
  - Првенство Југославије: 1949.
- Динамо Загреб
  - Куп Југославије: 1951.